# 대한민국의 검정고시

고등학교 입학자격 검정고시 수험표

대한민국의 검정고시(檢定考試)는 초중등교육법과 고등교육법에 의한 중·고등학교 및 대학의 입학자격과 그 자격에 필요한 지식·학력·기술의 유무를 검정하기 위해 실시하는 국가고시다.
대한민국에서는 교육부 훈령으로 고등학교 입학자격 검정고시와 고등학교 졸업학력 검정고시에 대한 사항에 대해 규정하고 있으며 각 시·도 교육청의 자치법규와 교육부 규칙으로 중학교 입학자격 검정고시에 대한 사항에 대해 규정하고 있다.
대한민국에서의 검정고시의 시작은 광복 직후 대학입학자격검정고시(현 고등학교 졸업학력 검정고시)를 실시한 것이 효시를 이룬다. 당시 독학하는 사람은 대학에 진학할 기회가 없었으므로 그들에게 진학의 기회와 문호를 개방하기 위하여 연 2회 문교부에서 대학입학자격검정고시중앙위원회를 두고 서울대학교를 포함한 9개 대학에 대학입학자격검정고시대학교위원회를 두어 실시했다.
현재 검정고시는 각 시·도의 교육감이 검정고시위원회위원장을 겸임해(당연직) 자치법규와 방침에 의해 시행하며, 매년 4월, 8월에 각 시·도 교육청이 연합해 공동으로 시행한다. 이때 문제 출제의 기준 기관이 없으나 대체로 한국교육과정평가원에 의뢰한다.
문항형태는 객관식 4지선다형이며 초졸·중졸·고졸 모두 각 과목별 25문항(단, 수학은 20문항)이다.

## 연혁
- 1903년 3월 : 전문학교입학자검정시험 시행(약칭 "전검")[1]
- 1948년 : 대학입학자격검정시험 시행[2]
- 1950년 6월 13일 : 대학입학자격검정고시 시행(약칭 "대검")[3]
- 1951년 3월 3일 : 고등학교 입학자격 검정고시 시행(약칭 "고검")[4]
- 1957년 12월 9일 : 중학교 입학자격 검정고시 시행(약칭 "중검")[5]
- 1969년 2월 18일 : 대학입학자격검정고시 → 고등학교 졸업학력 검정고시 명칭 변경[6]
- 2015년 2월 3일 : 고등학교입학자격검정고시 → 중학교 졸업학력 검정고시 명칭 변경[7]
- 2015년 2월 3일 : 중학교입학자격검정고시 → 초등학교 졸업학력 검정고시 명칭 변경[7]

## 검정고시의 종류

### 고등학교 졸업학력 검정고시 (고졸 검정고시, 대입)
고등학교 졸업학력 검정고시는 고등학교 졸업과 동일한 자격을 주는 시험으로 세계적으로는 미국의 GED(또는 CGED)와 동급의 시험이다.

#### 과목
1. 필수(6과목) : 국어, 영어, 수학, 사회, 과학, 한국사
2. 선택(1과목) : 도덕, 기술·가정, 체육, 음악, 미술 중 1과목

#### 합격 기준
필수 6과목과 선택 1과목의 평균이 60점이 넘으면 합격이며 고등학교 졸업과 동일한 자격을 인정받게 된다. 만약 평균이 60점이 넘지 않을 경우 7과목 중 60점이 넘은 과목에 한해 과목합격이 된다. 과목합격이 된 과목의 경우 추후 실시되는 검정고시 응시시 해당 과목에 한하여 과목 응시 면제를 신청할 수 있다. 단, 2014년 이전(2014년 포함) 고졸 검정고시 선택(Ⅱ) 과목 합격자의 경우, 본인의 희망에 의하여 선택(Ⅱ) 과목 합격 점수를 당회 고졸 검정고시 점수에 합산을 원할 시 선택(Ⅱ) 과목을 포함한 총 8개 과목의 평균으로 고시합격을 결정함.

##### 과목 면제 기준
1. 3년제 고등기술학교 및 고등학교에 준하는 각종학교의 졸업자 또는 졸업예정자와 3년제 직업훈련과정의 수료자 또는 수료예정자에 대하여는 본인의 신청에 따라 국어·수학·영어외의 과목에 한해 면제한다.
2. 위에서 규정된 학교 또는 직업훈련과정에 재학 또는 이수중이거나 졸업 또는 수료한 자로서 국가기술자격법에 의한 기능사 이상의 자격을 취득한 자에 대하여는 본인의 신청에 따라 국어·수학·영어외의 과목에 한해 면제한다.
3. 위에서 규정된 학교의 최종학년 재학 중 또는 직업훈련과정의 최종 이수년 이수중에 국어와 수학 또는 영어과목에 합격하고 졸업 또는 수료후 3년이내에 국가기술자격법에 의한 기능사 이상의 자격을 취득한 자는 고시 시행시에 제11조의 규정에 의한 서류를 제출함으로써 이 규칙에 의한 고시 합격자로 인정받을 수 있다.
4. 위의 자격에 해당되지 않는자가 국가기술자격법에 의한 기능사 이상의 자격을 취득한 경우에는 본인의 신청에 의해 선택Ⅱ의 과목에 한해 면제한다.
5. 과거 일부 과목에 합격한자가 본인의 신청에 따라 해당 과목에 한해 면제 받을 수 있다.

#### 응시 기준
1. 공고일 이전 중학교 졸업자 및 고등학교 입학자격 검정고시 합격자 또는 이에 준하는 과정(대안학교, 평생교육시설, 소년원법에 의한 교육과정, 기타 교육감이 지정한 중학교에 준하는 교육과정, 기타 초·중등교육법에서 인정한 과정)을 수료한자 중 고등학교에 진학하지 않았거나 고시 공고일 이전 고등학교에서 제적된 지 6개월이 지난 자(고등학교에 휴학중인 자는 제외)
2. 3년제 고등기술학교 및 고등학교에 준하는 각종학교 졸업자 또는 졸업예정자와 중학교 또는 동등 이상의 학력이 있는 자를 대상으로 하는 3년제 직업 훈련 과정의 수료자 또는 수료예정자
3. 단, 3년제 고등기술학교 및 고등학교에 준하는 각종학교 졸업자 혹은 졸업예정의 경우에도 중학교 졸업자 및 이와 동등 이상의 학력이 있다고 인정된 사람이어야 한다.
4. 보호소년 등의 처우에 관한 법률 시행령 제69조 3항에 따른 소년원에서 고등학교 과정을 수료한 자
5. 외국 또는 이북 지역에서 9년 이상의 교육을 받은자
6. 단, 고시에 관하여 부정행위를 한 자로서 2년이 경과되지 않은 자는 응시할 수 없다.

### 중학교 졸업학력 검정고시 (중졸 검정고시, 고입)
중학교 졸업학력 검정고시는 중학교 졸업과 동일한 자격을 주는 시험이다.

#### 과목
1. 필수(5과목) : 국어, 영어, 수학, 사회, 과학
2. 선택(1과목) : 도덕, 기술·가정, 체육, 음악, 미술, 정보 중 1과목

#### 합격 기준
필수 5과목과 선택 1과목의 평균이 60점이 넘으면 합격이며 중학교 졸업과 동일한 자격이 주어진다. 만약 평균이 60점이 넘지 않을 경우 6과목 중 60점이 넘은 과목에 한해 과목합격이 된다. 과목합격이 된 과목의 경우 추후 실시되는 검정고시 응시시 해당 과목 응시 면제를 신청할 수 있다.

##### 과목 면제 기준
1. 3년제의 고등공민학교, 기술학교, 중학교에 준하는 각종학교 졸업자 또는 졸업예정자는 본인의 원에 의하여 사회, 과학, 선택과목의 고시를 면제한다.

#### 응시 기준
1. 공고일 이전 초등학교 졸업자 및 이와 동등한 이상의 학력이 있는 자 중 중학교에 진학하지 않거나 고시 공고일 이전에 제적된자
2. 3년제 고등공민학교 졸업자 및 졸업예정자
3. 초·중등교육법시행령에 따라 초등학교 및 취학의무를 유예받은 자중 입학이후 유예받은 자나 정당한 사유없이 3월이상의 장기결석을 한 자에 대해 학칙이 정하는 바에 따라 정원외로 학적이 정원외로 관리되는 자
4. 중학교에 준하는 각종학교 졸업자 또는 졸업 예정자
5. 보호소년 등의 처우에 관한 법률 시행령 제69조 2항에 따른 소년원에서 중학교 과정을 수료한 자

※ 졸업예정자라 함은 최종학년에 재학 중인 자를 말한다.

### 초등학교 졸업학력 검정고시 (초졸 검정고시, 중입)
초등학교 졸업학력 검정고시는 초등학교 졸업과 동일한 자격을 주는 시험이다.

#### 과목
1. 필수(4과목) : 국어, 수학, 사회, 과학
2. 선택(2과목) : 도덕, 실과, 체육, 음악, 미술, 영어교과 중 2과목

#### 합격 기준
필수 4과목과 선택 2과목의 평균이 60점이 넘으면 합격이며 초등학교 졸업과 동일한 학력이 인정된다. 만약 평균이 60점이 넘지 않을 경우 6과목 중 60점이 넘은 과목에 한해 과목합격이 된다. 과목합격이 된 과목의 경우 추후 실시되는 검정고시 응시시 해당 과목 응시 면제를 신청할 수 있다.

#### 응시 기준
만 11세 이상인 자로서 초등학교 교육과정을 이수하지 아니한 자 중 초등학교 또는 동급의 특수학교에 재학하지 아니하는자
(대한민국 전 지역에서 2015년 8월 실시 예정인 제2회 시험부터 응시연령을 만 12세 → 만 11세로 하향 조정되었음.)

### 응시 시간
| 시간                | 응시과목                          |
| ------------------- | --------------------------------- |
| 1교시 (09:00~09:40) | 국어·사회(초졸), 국어(중졸, 고졸) |
| 2교시 (10:00~10:40) | 수학·과학(초졸), 수학(중졸, 고졸) |
| 3교시 (11:00~11:40) | 선택1·2(초졸), 영어(중졸, 고졸)   |
| 4교시 (12:00~12:30) | 사회(중졸, 고졸)                  |
| 점심 (12:30~13:20)  |                                   |
| 5교시 (13:30~14:00) | 과학(중졸, 고졸)                  |
| 6교시 (14:20~14:50) | 한국사(고졸)                      |
| 7교시 (15:10~15:40) | 선택(중졸, 고졸)                  |

- 1교시 응시자는 시험 당일 08:40까지 지정된 시험실에 입실해야 하며, 이외 2~7교시 응시자는 해당 과목 시험시간 10분전까지 시험실에 입실해야 한다.
- 특수고사장(단, 서울남부교도소 제외) 응시자는 시험시간을 교시 당 10분 연장한다. 단, 시험 시작 시간은 동일하다.
- 초등학교 졸업학력 검정고시 일반응시자의 일부과목 응시자는 과목 당 시험시간을 20분으로 제한한다.

## 같이 보기
- 청소년증
- 분류:대한민국의 검정고시 통과자